# UFC Fight Night: Machida vs. Dollaway
UFC Fight Night: Machida vs. Dollaway è stato un evento di arti marziali miste tenuto dalla Ultimate Fighting Championship svolto il 20 dicembre 2014 al Ginásio José Corrêa di Barueri, Brasile.

## Retroscena
Questo fu il secondo evento organizzato dalla UFC a Barueri, dopo UFC Fight Night: Maia vs. Shields dell'ottobre 2013.
L'incontro principale della card fu il match tra C.B. Dollaway e Lyoto Machida per la categoria dei pesi medi.
Tom Niinimäki doveva affrontare Rony Jason. Tuttavia, il 10 dicembre, quest'ultimo venne rimosso dalla card e rimpiazzato dal nuovo arrivato Renato Carneiro.
Saltò anche l'incontro tra Dan Miller e Daniel Sarafian, dove il primo venne sostituito dal debuttante Antonio dos Santos Jr.
Durante la messa in onda della card principale dell'evento, venne annunciato il ritorno dell'ex campione dei pesi mediomassimi UFC Quinton Jackson.
La vittoria di Rashid Magomedov a 4:57 del terzo round rappresentò un nuovo record di incontro con finalizzazione più lungo nell'ambito di match sulle tre riprese; il precedente record era stato messo a segno da John Howard quando mise KO Dennis Hallman a 4:55 del terzo round nell'evento The Ultimate Fighter 10 Finale del dicembre 2009.

## Risultati
|                  | Divisione         |                        |                 |                        | Metodo                                       | Round           | Tempo           | Premio          |
| Card Principale  | Card Principale   | Card Principale        | Card Principale | Card Principale        | Card Principale                              | Card Principale | Card Principale | Card Principale |
| ---------------- | ----------------- | ---------------------- | --------------- | ---------------------- | -------------------------------------------- | --------------- | --------------- | --------------- |
|                  | Pesi Medi         | Lyoto Machida          | batte           | C.B. Dollaway          | KO Tecnico (calcio al corpo e pugni)         | 1               | 1:02            | POTN            |
|                  | Pesi Gallo        | Renan Barão            | batte           | Mitch Gagnon           | Sottomissione (triangolo di braccio)         | 3               | 3:53            | POTN            |
|                  | Pesi Mediomassimi | Patrick Cummins        | batte           | Antonio Carlos Júnior  | Decisione unanime (30-27, 30-27, 30-27)      | 3               | 5:00            |                 |
|                  | Pesi Leggeri      | Rashid Magomedov       | batte           | Elias Silvério         | KO Tecnico (pugni)                           | 3               | 4:57            |                 |
|                  | Pesi Medi         | Erick Silva            | batte           | Mike Rhodes            | Sottomissione tecnica (triangolo di braccio) | 1               | 1:15            | POTN            |
|                  | Pesi Medi         | Daniel Sarafian        | batte           | Antônio dos Santos Jr. | KO Tecnico (infortunio al dito)              | 2               | 1:01            |                 |
| Card Preliminare |                   |                        |                 |                        |                                              |                 |                 |                 |
|                  | Pesi Mediomassimi | Marcos Rogério de Lima | batte           | Igor Pokrajac          | KO Tecnico (pugni)                           | 1               | 1:59            |                 |
|                  | Pesi Piuma        | Renato Moicano         | batte           | Tom Niinimäki          | Sottomissione (rear-naked choke)             | 2               | 2:30            |                 |
|                  | Pesi Piuma        | Hacran Dias            | batte           | Darren Elkins          | Decisione unanime (29-28, 29-28, 30-27)      | 3               | 5:00            |                 |
|                  | Pesi Gallo        | Leandro Issa           | batte           | Yuta Sasaki            | Sottomissione (neck crank)                   | 2               | 4:13            |                 |
|                  | Pesi Welter       | Tim Means              | batte           | Márcio Alexandre Jr.   | Decisione non unanime (29-28, 28-29, 29-28)  | 3               | 5:00            |                 |
|                  | Pesi Medi         | Vitor Miranda          | batte           | Jake Collier           | KO Tecnico (calcio in testa e pugni)         | 1               | 4:59            | POTN            |

## Premi
I lottatori premiati ricevettero un bonus di 50.000 dollari.
Legenda:
- POTN: Performance of the Night (vengono premiati i vincitori per le migliori performance dell'evento)

## Incontri Annullati
|  | Divisione  |               |        |                 | Motivo               |
|  | ---------- | ------------- | ------ | --------------- | -------------------- |
|  | Pesi Piuma | Tom Niinimäki | contro | Rony Jason      | Jason diede forfait  |
|  | Pesi Medi  | Dan Miller    | contro | Daniel Sarafian | Miller diede forfait |